# Otto Krieg-Helbig
Otto Krieg-Helbig (* 4. Januar 1898 in Berlin als Friedrich Otto Krieg; † 28. Oktober 1976 in Potsdam) war ein deutscher Schauspieler.

## Leben
Der Sohn eines Polizeibeamten kam als Otto Krieg in Berlin zur Welt. Seit seiner 1923 erfolgten ersten Heirat mit der Stenotypistin Erna Helbig verwendete er den Künstlernamen Krieg-Helbig. 

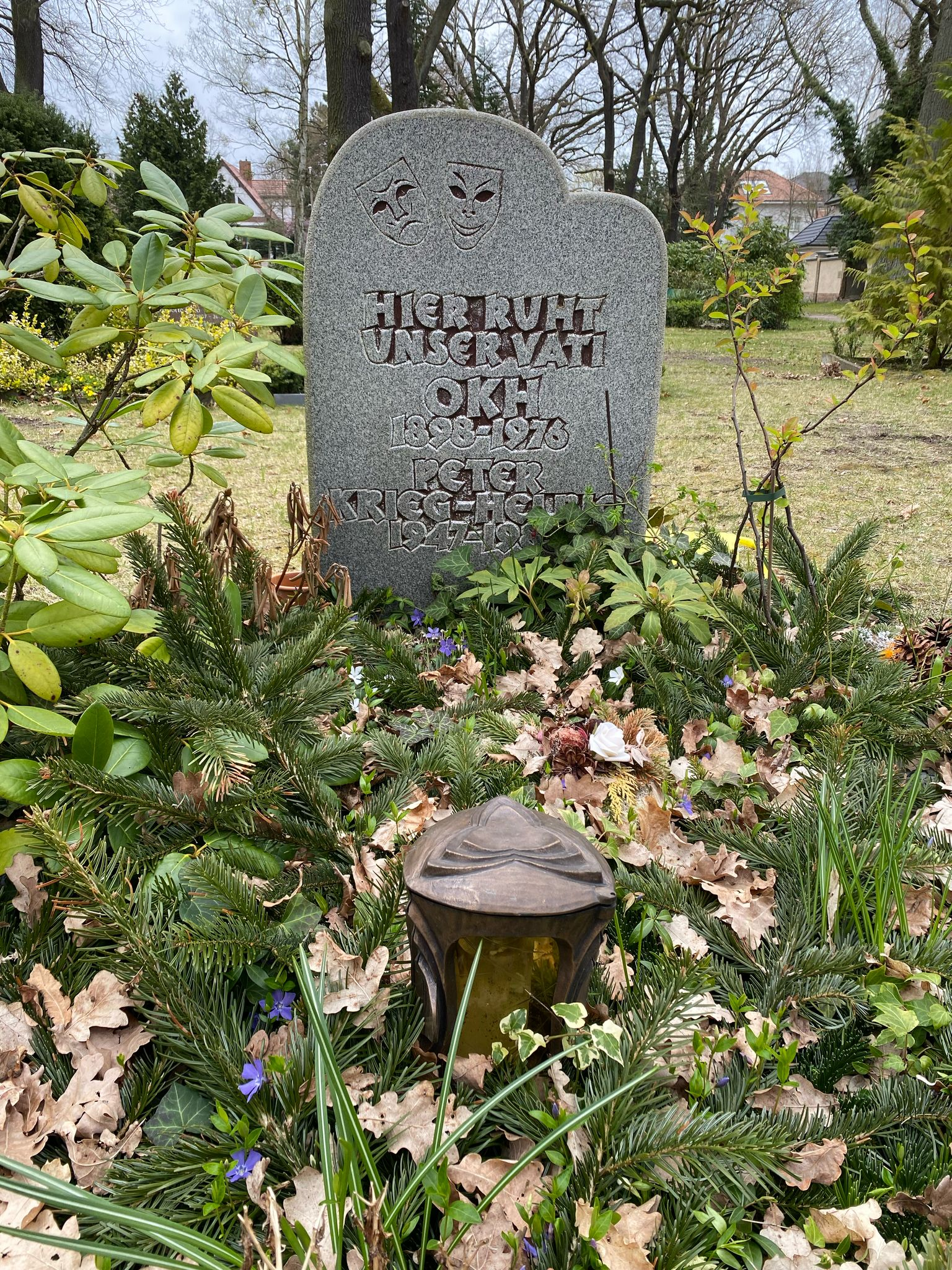
Grabstätte

Seine künstlerische Ausbildung erhielt er von 1920 bis 1922 am Berliner Schauspielhaus, um anschließend an verschiedenen Bühnen der Stadt zu arbeiten. In den 1930er Jahren wirkte er viel beim Funk und bekam erste Rollenangebote beim Film. Während des Zweiten Weltkriegs war er Schauspieler an einem Fronttheater, bis er an der Schlesischen Landesbühne in Breslau engagiert wurde. Nach dem Ende des Krieges fand er vorerst eine Anstellung an der Jungen Bühne in München, um von dort an Das Meininger Theater zu wechseln. Nach einer Episode 1949/1950 an den Theatern in Arnstadt/Rudolstadt kehrte er nach Meiningen zurück, um von dort über Görlitz 1956 an das Hans Otto Theater Potsdam zu wechseln, dem er bis 1966 als festes Mitglied angehörte. Anschließend war er noch freischaffend für das Theater und den Film tätig.
Otto Krieg-Helbig war in dritter Ehe mit der Schauspielerin und Malerin Ursula Krieg-Helbig (* 8. November 1923; † 11. Juni 2007) verheiratet. Seine Söhne Michael Krieg-Helbig (geb. 1945) und Peter Krieg-Helbig (1947–1983) wurden ebenfalls Schauspieler. Seine Tochter Sabine Dahme (geb. 1961) arbeitet bis heute als Theaterplastikerin am Hans Otto Theater Potsdam.
Otto Krieg-Helbig hat ein gemeinsames Grab mit seiner Ehefrau Ursula und seinem Sohn Peter auf dem Friedhof in der Babelsberger Goethestraße 12 – 30. Auf seinem Gedenkstein steht statt seines Namens nur OKH.

## Filmografie
- 1937: Der Mann, der Sherlock Holmes war
- 1938: Das indische Grabmal
- 1941: Der Gasmann
- 1956: Der Hauptmann von Köln
- 1958: Nur eine Frau
- 1961: Italienisches Capriccio
- 1961: Gewissen in Aufruhr (Fernsehfilm, 5 Teile)
- 1961: Mord an Rathenau (Fernsehfilm)
- 1962/1990: Monolog für einen Taxifahrer
- 1962: Mord ohne Sühne
- 1963: Nackt unter Wölfen
- 1964: Das Lied vom Trompeter
- 1964: Wolf unter Wölfen (Fernsehfilm, 4 Teile)
- 1965: Entlassen auf Bewährung
- 1967: Die Fahne von Kriwoi Rog
- 1968: Heißer Sommer
- 1968: Abschied
- 1969: Mohr und die Raben von London
- 1970: Wir kaufen eine Feuerwehr
- 1971: Rottenknechte (Fernsehfilm, 5 Teile)
- 1971: KLK an PTX – Die Rote Kapelle
- 1971: Karriere
- 1971: Kennen Sie Urban?
- 1975: Till Eulenspiegel

## Theater
- 1951: Friedrich Lange:  Krach um Goliath – Regie: Wolfgang Sasse (Das Meininger Theater)
- 1951: Helmut Vogt:  Das Fräulein aus Potsdam  – Regie: Wolfgang Sasse (Das Meininger Theater)